# Tantilla capistrata
Tantilla capistrata är en ormart som beskrevs av Cope 1876. Tantilla capistrata ingår i släktet Tantilla och familjen snokar. Inga underarter finns listade i Catalogue of Life.
Arten förekommer i södra Ecuador och nordvästra Peru. Den vistas i låglandet och i kulliga områden upp till 900 meter över havet. Individerna lever i torra tropiska skogar och de gräver ofta i lövskiktet. Ett exemplar åt en mångfoting. Honor lägger ägg.
I några regioner hotas beståndet av skogarnas omvandling till jordbruks- eller betesmarker. Enligt uppskattning finns fortfarande tillräcklig lämpliga habitat kvar. IUCN listar arten som livskraftig (LC).